# ハルモニームジーク
ハルモニームジーク、あるいはハルモニー（ドイツ語: Harmoniemusik, Harmonie）は、18世紀後半から19世紀前半にかけて流行した管楽合奏の形態。
harmonie という語は管楽器による合奏全般を指す言葉でもあり、オランダやベルギーなどでは吹奏楽が harmonie, harmonieorkestと呼ばれているほか、フランス語で軍楽隊を指す harmonie militaire、ドイツ語で木管五重奏を指す Harmonie Quintett などの用法がある。本記事では、1780年代からドイツ語圏を中心とした貴族階級に流行した管楽合奏、特に full harmonie、octet harmonie と呼ばれる場合もある、オーボエ2、クラリネット2、ホルン2、ファゴット2による八重奏を中心に述べる。

## 概要
ハルモニーが用いられた主な機会は、食事や催事の際の伴奏音楽としてであり、ソリストが招かれたときに共演する場合もあった。レパートリーの中心となったのは当時人気のあったオペラからの編曲で、ヨーゼフ・トリーベンゼーが編曲したモーツァルトのオペラ群や、ヴェンツェル・セドラク編曲によるベートーヴェンの『フィデリオ』、ウェーバーの『魔弾の射手』などが知られている。神聖ローマ皇帝ヨーゼフ2世の楽団で第2オーボエ奏者だったヨハン・ヴェントは40ものオペラをハルモニームジーク用に編曲した。また、交響曲もしばしば編曲されており、ベートーヴェンの存命中にウィーンで出版された交響曲第7番の編曲は作曲者自身によるとも言われている。オリジナル作品としては、モーツァルトのセレナードK.375（第11番）、K.388 (384a)（第12番）やK.361 (K6.370a)（グラン・パルティータ、第10番）、ベートーヴェンの八重奏曲 作品103やロンディーノ WoO 25、フランツ・クロンマーの13曲の「パルティータ」などがある。
編成の基本となったのは上記の八重奏編成であったが、それ以外の楽器が用いられることも多く、コントラファゴット（前述のクロンマー作品）、コントラバス、セルパンなどの低音楽器をはじめ、フルート（アントニオ・ロセッティが使用）やバセットホルン、金管楽器や打楽器が追加される場合もあった。メンデルスゾーンの『吹奏楽のための序曲』（Ouvertüre für Harmoniemusik）の原曲『ノクトゥルノ』（Nocturno für Bläser）は、標準的なハルモニームジークの八重奏編成にフルート、トランペット、イングリッシュ・バスホルンが追加された11本の管楽器のために書かれている。
ロマン派以降も、ドヴォルザークの『セレナード ニ短調』作品22がチェロやコントラバスを含む12人の奏者のために、グノーの『小交響曲』が八重奏編成にフルートを加えた九重奏のために、R・シュトラウス初期の『セレナード』作品7や『組曲』作品4が八重奏編成にフルート、ホルン各2本とコントラファゴットまたはテューバを加えた13管楽器のために、晩年の『管楽器のためのソナチネ』2曲がその13本にC管クラリネット、バセットホルン、バスクラリネットを加えた16管楽器のために書かれており、同種の管楽器2本をペアで含むハルモニームジークの伝統が受け継がれている。

## 歴史
同様の用途のために編成された、より小規模な管楽合奏は18世紀初頭からヨーロッパ全体に存在しており、特にオーボエ2、ホルン2、ファゴット2という編成の六重奏では、ハイドンがエステルハージ侯爵のために「ディヴェルティメント」あるいは Feldmusik（野外音楽）と題した作品（Hob. II: 3, 7, 15, 23）を複数作曲している。モーツァルトも1775年から1777年にかけて、同じ編成でザルツブルク大司教コロレドのために6曲のディヴェルティメントを書いている。
1782年に、神聖ローマ皇帝ヨーゼフ2世がウィーンにおいて、クラリネットを加えた上記の八重奏編成による harmonie を編成した。アントン・シュタードラーの兄弟が加わっていたこの楽団は高水準の演奏によって好評を博し、様々な貴族が追随して個人で楽団を編成した。代表的な人物としてケルン大司教選帝侯のマクシミリアン・フランツ大公、ラウドニッツのロプコヴィッツ侯爵などがいる。また、モラヴィアからの移民によってアメリカでもハルモニーは編成されている。
この時期、モーツァルトはオペラ『ドン・ジョヴァンニ』や『コジ・ファン・トゥッテ』の中でハルモニーを模した楽節を登場させており、当時の普及ぶりが伺われる。『ドン・ジョヴァンニ』では、『フィガロの結婚』のアリア「もう飛ぶまいぞ、この蝶々」をはじめとする当時の流行曲が複数引用されている。またピアノ協奏曲第24番ハ短調の第2、第3楽章の中にはピアノ独奏が休止して管楽器9人（フルート1人を含む）だけで演奏する部分があり、やはりハルモニームジークの書法を採っている。
19世紀に入ると、ナポレオン戦争によって引き起こされた貴族の権勢の衰えに伴ってハルモニーも衰退していき、解体され、あるいはより大きな編成の楽団へ組み込まれていった。1835年にシュヴァルツブルク＝ゾンダースハウゼン侯国のハルモニー（ヨハン・ジモン・ヘルムシュテットが楽長を務めていた）が管弦楽団に改組されたが、これはハルモニーに関する記録の中でも最後の時代に属するものである。またこのような、ハルモニーを管楽器セクションとして含む管弦楽団の編成は、完全な二管編成による管弦楽団の普及に貢献したと考えられている。